# Croton yecorensis
Croton yecorensis är en törelväxtart som beskrevs av V.W.Steinmann och Richard Stephen Felger. Croton yecorensis ingår i släktet Croton och familjen törelväxter. Inga underarter finns listade i Catalogue of Life.